# Velventos-Servia
Velventos-Servia (in greco Βελβεντό-Σέρβια?) è un comune della Grecia situato nella periferia della Macedonia occidentale (unità periferica di Kozani) con 16.734 abitanti secondo i dati del censimento 2001.
È stato istituito a seguito della riforma amministrativa detta Programma Callicrate in vigore dal gennaio 2011 che ha abolito le prefetture e accorpato numerosi comuni.